# 刘永福
刘永福（1837年10月10日—1917年1月9日），字淵亭，出生于廣東欽州（今屬廣西），祖籍廣西鬱林博白東平，清朝軍事人物，為黑旗軍領袖及創建者、臺灣民主國大總統。
劉永福最初是天地會的將領，失敗後駐紮中越邊境。後受越南阮朝招安，並獲封官職，參與越南抗法運動，成為中法戰爭期間的一支重要勢力。越南成為法國殖民地後退入清朝境內，成為清勇將領。清光绪二十年(1894年)調赴台灣協防。1895年5月25日清廷割讓台灣給日本后，劉永福不願意投降，便拥立福建台湾巡抚唐景崧为台湾民主国大总统，自称大将军。唐景崧弃职逃跑后，同年6月劉在台南接任其總統職務，堅持抵抗。乙未戰爭失利之後棄城渡海逃往廈門，至辛亥革命後終老。

## 生平

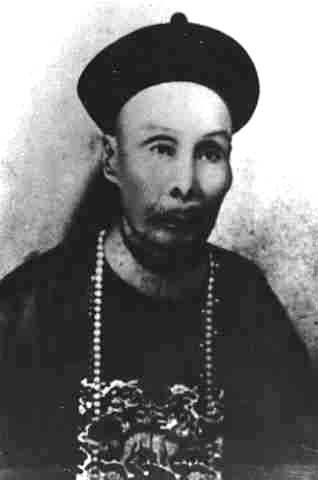
劉永福

### 山賊時期
根據《清史稿》的記載，劉永福原名劉義，8岁时随父流浪到廣西省南寧府上思州平福乡，给人当佣工。少有大志，为人侠义有胆略。1857年，刘永福投奔上思县反清組織三合會（又稱洪兵）首领郑三的麾下。后至新宁州（今扶绥县），投奔吴凌云，在吴凌云长子吳亞終（又名吳鯤）麾下担任副帅。吴凌云战败被杀后，于同治二年（1863年）六月，自逐卜入下雷州的化峒，投王士林部。同治四年（1865年）正月，左江和右江皆為天地會勢力所據，各路勢力共推吳亞終為首領、小張三為副首領。劉永福被封為左翼大帅，率領二百餘人據守安德，同據守郎家圩的吳亞終、黃崇英互相呼應。劉永福的部眾以黑底北斗七星為旗號，這就是黑旗軍的前身。不久，清廣西提督馮子才率軍討伐，劉永福軍糧幾絕，自廣西波斗逃入越南的茶靈，又禮安圩和高平圩。後吳亞終亦自歸順州（今廣西靖西市）逃入越南北部。吳亞終隨後向越南阮朝投降，獲得嗣德帝阮福時的允許。然而不久之後，吳亞終便舉兵反叛阮朝。
1868年，劉永福攻盤踞陆安州的盤文二（一作盤文義），聯合其部將覃采元以計殺之。後又攻滅盤踞興化省水尾縣保勝（今属老街省）一帶的廣東土匪何均昌，佔領了其地盤。劉永福便以保勝為根據地，將部眾更名為中和團黑旗軍，在此處開山設寨、闢田屯兵，並逐漸兼併周圍的中國山賊勢力。
1870年，吳亞終在攻打北寧省城的時候，被越南的剿撫使翁益謙擊斃。其部眾分裂為三支，分別是劉永福的黑旗軍、黃崇英的黃旗軍和梁文利的白旗軍。
而吳亞終的外甥黃崇英則盤踞河江一帶，與黑旗軍同為這一帶的兩大山賊勢力。黑旗軍和黃旗軍在宣光、太原一帶爭奪地盤，並在各自轄境之內徵收賦稅。而當時越南北部山賊和叛軍林立，阮朝根本無法制之。嗣德帝派段壽為總督北圻軍務，赴諒山指揮鎮壓，但不久遭到另一路起義軍首領蘇泗（蘇國漢）擒殺。嗣德帝在無奈之下派遣駙馬黃繼炎為諒平寧太統督軍務大臣，會同山西贊襄尊室說前去鎮壓。黃繼炎採取分化策略，拉攏招安劉永福，劉永福便向阮朝上表投降。嗣德帝接受了黃繼炎的建議，允許劉永福的黑旗軍繼續據守保勝之地，以抵禦盤踞在河江地區的黃旗軍。

### 參與越南抗法戰鬥

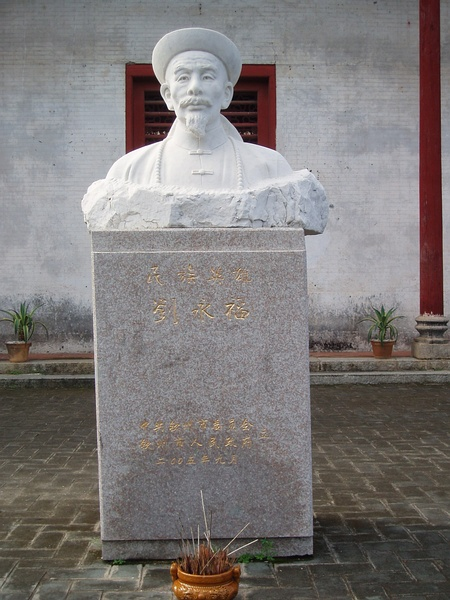
三宣堂内刘永福雕像。

當時，法國已經佔領了越南的南圻。法國將其作為在東南亞的一個殖民據點。法國商人逆湄公河而上，將武器販賣給中國雲南的官員，還參與了販賣私鹽的活動。這引起越南的不滿，並與法國殖民者發生爭執。1873年，南圻總督馬里·儒勒·杜白蕾（越南稱作「游悲黎」）少將派安鄴大尉前去北圻，聲稱要處理此事。然而，安鄴突襲並攻佔了河內，是為北圻變故。嗣德帝派陳廷肅、阮仲合、張嘉會去河內談判，又派黎峻、阮文祥去西貢抗議。另一方面，令黃繼炎率軍至山西防禦。嗣德帝又封劉永福為三宣副提督，轄宣光、興化、山西三省，設局於保勝，榷釐稅助餉，令其率黑旗軍支持官軍。劉永福進兵至懷德府，趁安鄴與陳廷肅談判之際突襲河內。安鄴領兵追擊，至紙橋中伏，被黑旗軍擊斃。1878年，刘永福之父病逝，嗣德帝曾发给刘永福之父诰封文书，追赠中顺大夫，翰林院侍读学士的官職，以表彰刘永福的作战功绩。
1881年底，因法國商人前往雲南貿易的途中受到越北中國山賊的阻攔，法國要求越南鎮壓這些山賊，但越南沒有同意。1882年，法國殖民者以保護法國商人為由，派李威利上校發起北圻遠征，攻破河內，並佔領紅河沿岸的一些城池。李威利要求越南接受法國保護。越南群臣激憤，紛紛聲稱「我國內有劉永福，外有中國，為何束手就擒忍辱接受」。嗣德帝一面派戶部尚書范慎遹向清朝求救，一面以黃繼炎為節制，命令官軍和黑旗軍攻打法軍。清軍應越南的請求入駐越南協防，清將唐景崧對劉永福說：「越為法逼，亡在旦夕，誠因保勝傳檄而定諸省，請命中國，假以名義，事成則王，此上策也；次則提全師擊河內，驅法人，中國必助之餉，此中策也；如坐守保勝，事敗而投中國，此下策也。」劉永福答稱：「微力不足當上策，中策勉為之。」
黃繼炎以劉永福為先鋒，率黑旗軍駐紮懷德府。李威利派兵攻佔南定，在返回河內途中得知此事，率軍攻打懷德府，在紙橋遭黑旗軍伏擊，大敗被殺。1883年，嗣德帝以其战功显著，任命他为三宣副提督，封英勇將軍，賜刻有「山西、興化、宣光副提督英勇將軍」字樣的印信一枚。後又封为三宣提督、義良男。
同年嗣德帝病逝，越南朝政悉歸於阮文祥、尊室說二人，先後廢黜育德帝、協和帝，改立建福帝，政局不穩。而此時法軍兵臨首都順化城下，阮朝不得已同法國媾和，承認接受法國的保護。時清朝軍隊已經進入越南北部支援阮朝，唐景崧駐軍山西省，徐延旭駐軍北寧省。劉永福的黑旗軍則駐軍於馮屯。
在岑毓英的奏請下，清軍雖對越北各地的土匪進行剿滅，唯獨留下了劉永福。同時，清廷任命劉永福為提督、賞戴花翎。歸順法國的阮朝順化朝廷命令越南官軍停止抵抗並返回順化，但越南官軍倚仗清軍和黑旗軍的勢力，無人遵循命令。黃繼炎、張光憻兩位統帥皆公然抗旨，而各地官員不欲投降者紛紛棄官，招募鄉勇抵抗法軍。波滑少將召誘黃旗軍並與之結盟，共同抵抗黑旗軍。波滑親自攻打馮屯，黑旗軍在一番激戰之後主動撤退到山西，與唐景崧會合。12月，波滑的繼任者孤拔少將攻打山西，雙方激戰六天。此戰甚為慘烈，雙方都傷亡慘重。但最後因為法軍槍炮過於兇猛，而黑旗軍被迫撤離山西，逃回興化。尼格里少將率法軍追擊，清軍與黑旗軍見法軍強大，燒毀興化省城，又放棄宣光省城，撤往紅河上游。
1884年5月11日，法國同清朝簽訂《第二次順化條約》，承認越南為法國的保護國，並規定清朝從北圻立即撤軍。然而，觀音橋的軍事衝突使中法雙方關係再度緊張。8月，中法戰爭爆發。1885年正月初八，尼格里率軍攻打鎮南關，清軍與黑旗軍乘虛圍攻宣光城。吉奧瓦內尼勒上校（Giovanninelle）率法軍救援，將黑旗軍擊退。二月，馮子才率清軍在鎮南關大破法軍，黑旗軍與清軍隨後乘勝攻下諒山，並收復興化，並在臨洮大破法軍。1885年6月9日，清朝與法國簽訂《中法新約》，清朝放棄對越南的宗主權，將清軍撤回鎮南關內。張之洞命令劉永福撤離越南、駐防思州和欽州，但遭到劉永福的拒絕。唐景崧危詞脅之，劉永福才被迫率黑旗軍兩千人撤離越南回國。但仍有一千名黑旗軍官兵拒絕回國，由梁三奇率領，滯留越南北部繼續與法國對抗。
1891年（光緒十七年）在欽州營建公館，命名為“三宣堂”，以紀念劉永福援越抗法的光榮歷史

### 首次棄守歸國後
劉永福歸國後，回到廣東，被授予南澳鎮總兵職務。清廷對黑旗軍頗為猜忌，不斷削減黑旗軍人數、減少武裝實力，最後只剩下三四百名老兵跟隨劉永福，其餘全部遣散回鄉。

### 參與臺灣抗日戰鬥
甲午战争爆發之後，劉永福於光緒二十年（1894年）被清廷調往臺灣協防，並重新招募黑旗軍。劉永福至台灣後，與巡撫唐景崧不睦，唐景崧命其鎮守台南，唐景崧自己則鎮守台北。
《馬關條約》簽訂後，臺灣被割让给日本。清廷令唐景崧等駐台官員都棄島內渡，但台灣仍有不少漢人拒絕向日本投降。台北士紳丘逢甲擁立巡撫唐景崧為臺灣民主國大總統，並以劉永福為大将军。
光绪二十一年（1895年）5月29日，日軍在澳底登陸，乙未戰爭爆發。6月4日，唐景崧棄職逃往廈門。駐紮在臺南府的劉永福得知後，於6月26日自立為大總統，設立議會，發行鈔票以籌軍餉。清廷封锁大陆与臺灣的交通，断绝一切往來。劉永福派謝維岳向張之洞等人求援，均未獲支持；又派遣總統特使告急並致電中國沿海督撫乞助餉银，也無人接應。10月18日，日軍兵臨台南城下，劉永福於布袋嘴與混成第4旅團交戰失利，寫信求和，遭到拒絕。10月20日，劉永福率20名隨從離開台南城，至安平港，變裝隱匿於中國籍戎克船船艙內，翌日改乘英國籍商船「塞里斯輪」（Thales），計劃內渡廈門。然而，「塞里斯輪」在距離廈門港15海哩上遭日本海軍巡洋艦「八重山艦」攔截並登船搜查。日軍發現劉永福，欲以「叛亂嫌疑犯」為由將其帶走，「塞里斯輪」船長當即以「不合國際公法」為由拒絕。此事件即1895年台海登船臨檢事件。10月23日，在英國駐日公使的抗議之下，日本軍艦方才放行，劉永福得以回到廈門。

### 二次棄守歸國後的晚年
光緒二十八年（1902年），刘永福任广东碣石镇总兵。
1911年辛亥革命後，以七十二歲高齡，被推為廣東民团总长，其後不久告老退休。
民國四年（1915年），日本向袁世凯提出二十一条，劉永福要求重上战场遭拒。
民國六年（1917年）1月，病卒于家中。

## 評價
《清史稿·劉永福傳》：「永福骨瘦柴立，而膽氣過人，重信愛士，故所部皆盡死力云。」
一般觀點認為劉永福在對越南、廣西、臺灣等地的防衛上有其正面意義，因此都在不同層面上保持著對劉永福的紀念。
然而，也有抱持疑惑觀點認為劉永福招募廣勇來台誓死抗日，卻在日軍兵臨城下時和台北的唐景崧一樣潛逃，留下一片驚恐混亂。曾分別發降書給當時的台灣總督桦山資紀與北白川宮能久親王，告知欲抗日者只有台灣人，望能返回清國，全遭拒。最後逃至英國籍的輪船返回清國。
孫中山：“余自小即欽慕我國民族英雄黑旗劉永福！”

## 傳說
相傳清末武林高手黃飛鴻先後被提督吳全美、黑旗軍首領劉永福等聘為軍中技擊教練。

## 紀念

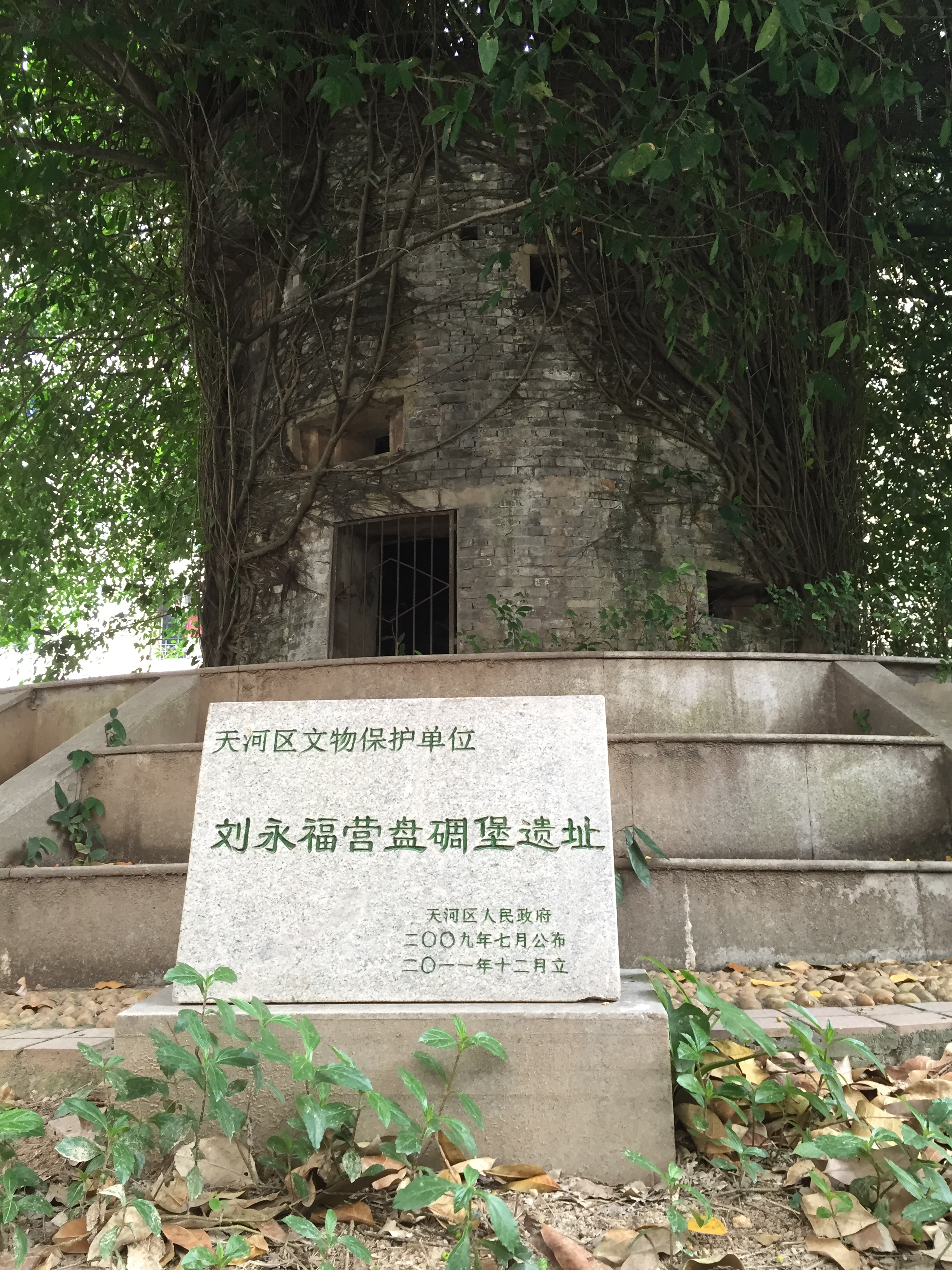
广州华南理工大学内的刘永福营盘碉堡遗址

在广西自治区钦州市刘永福旧居，建有三宣堂，以纪念刘永福，内设有展馆，展品包括《中法战争历史文物展览》，清光绪帝及越南嗣德帝赠刘永福父亲的诰封碑，镇南关大战捷报等等。
广东省广州市有刘永福亲建的刘氏家庙，现已成为省级文物保护单位。此外广州市还有永福村和永福路以纪念刘永福。广州市华南理工大学五山校区的部分校园为黑旗军原驻地，校内有刘永福营盘碉堡遗址及为纪念刘永福建造的刘义亭。
在臺灣，紀念劉永福的事蹟在各地亦很常見，例如在臺南市中西區的永福路、永福國小均以劉永福之名命名。
刘永福抗日时所发布的檄文，用“臺灣民主國”名义印行的邮票等，已成为稀世的历史文献，现收藏在臺北市國立臺灣博物館。

## 相關影視
- 《大將軍》，1982年香港麗的電視製作，以黑旗軍為主題，劉永福由鄭雷飾演，但此劇的主角是何家勁飾演的王守忠。
- 《台灣1895》，中國中央電視台製作，從中法戰爭到台灣割讓的歷史悲歌。
- 《黃飛鴻》，1991年電影，劉永福由劉洵飾演。
- 《乙未》系列電影
  - 《乙未之風雨摧城》
  - 《乙未之臺島遺恨》

## 延伸阅读
[在维基数据编辑]
 《清史稿·卷463》，出自趙爾巽《清史稿》
 在维基共享资源阅览影像

### 引用
1. 1 2  《大南實錄》正編第四紀卷七十 嗣德三十六年六月：“準封提督劉永福為義良男。以永福屢有戰功故，因晉光推恩也。”。
2. ↑  《清史稿/卷463》
3. ↑  《靖西县志 （页面存档备份，存于）·第七编 人物·第五十七章 名人·第一节 传略·刘永福》
4. ↑  《靖西县志 （页面存档备份，存于） 第四编 军事 第四十三章 兵事 第二节天地会反清》
5. 1 2  .   [2016-01-10]. （原始内容存档于2016-03-04）.
6. 1 2 3  《越南史略》，374~375頁
7. 1 2  《越南通史》，郭振鐸、張笑梅著，616~619頁
8. ↑  《越南史略》，381頁
9. ↑  「承天兴运，皇帝制曰：朕惟臣子致身之义，资事父以事君，朝廷锡类之恩，寓劝忠于劝孝。揆礼之称，缘情而推。尔原报捐监生故刘以来，乃领兵权充三宣军次副提督刘永福之父。完此秉彝，食乎旧德。处家乐于善事，爱子教以义方。肆余庆之所钟，有乃郎之能仕。宜加显号，用发幽光，可赠为中顺大夫翰林院侍读学士，锡之诰命。于戏! 克昌其隆，既有光于泉壤，尚笃其庆，以长荷于国恩。懿厥潜灵，服此休命。嗣德三十一年十月十五日。」
10. ↑  「奉天承运，皇帝制曰：朕惟圣经垂训，卿夫之孝显亲；国典疏荣，父母之衔视子。揆礼之称，缘情而推，尔原赠中顺大夫翰林院侍读学士故刘以来，乃三宣军次副提督刘永福之父。朴茂古风，慈良天性；处家乐善，播称誉于州闾；有子象贤，借干城于邦国。成此令器，展彼硕人；夙征燕翼之谋，曾责龙章之宠。肆今国庆覃恩，而推及所生，缅乃家风积善而能昌，厥后盍稽彝典，再侈殊沾。兹特加赠尔为中议大夫太仆侍卿，谥温静，锡之诰命。于戏! 葩衮增褒，奕叶之风声永树；忠贞尚笃，流根之雨露犹多。灵爽有知，只承无斁。嗣德三十四年二月十一日」
11. 1 2  《越南史略》，391~392頁
12. ↑  廣西新聞網. . 易頭條.   [2019-09-20]. （原始内容存档于2019-10-03）.
13. ↑   (PDF).   [2014-02-18]. （原始内容存档 (PDF)于2014-02-22）.
14. ↑  . 广州英烈网.   [2010-08-06]. （原始内容存档于2016-03-07） （中文（中国大陆））.
15. ↑  . placesearch.moi.gov.tw.   [2009-07-16]. （原始内容存档于2011-08-24） （中文（臺灣））.